# Venturia keralensis
Venturia keralensis là một loài tò vò trong họ Ichneumonidae.